# Antoine Köpe
Antoine Köpe, né en 1897 à Constantinople et mort en 1974 aux États-Unis après y avoir émigré en 1962, est un photographe, vidéaste et caricaturiste austro-hongrois naturalisé américain. Il est témoin de l'empire austro-hongrois ainsi que de la naissance de la République de Turquie, qu'il documente en utilisant différents supports (écrit, dessin, photo).

## Biographie

### Jeunesse
Antoine Köpe naît en 1897 à Constantinople, alors dans l'Empire ottoman, d'une mère française et d'un père hongrois. Il a la nationalité austro-hongroise. Antoine, comme le reste de sa fratrie, a un prénom francophone et parle français à la maison. Il vient d'un milieu aisé, ce qui lui permet de découvrir le cinéma en 1902, à l'âge de cinq ans.
Sa famille déménage à Thessalonique en 1898, une ville multiculturelle où « juifs, orthodoxes, musulmans et catholiques se côtoient ». Mais bientôt la première guerre balkanique éclate et les troupes grecques et bulgares menacent Thessalonique, la « cocapitale » de l'Empire ottoman, ce qui force la famille Köpe à retourner à Constantinople en 1913; Antoine a alors seize ans. À Constantinople, son frère Taïb travaille comme photographe pour l'État et prend des clichés aériens de la ville ainsi que de la mobilisation en 1914,,.

### Première guerre mondiale
Durant la Grande Guerre, fin 1917, Antoine Köpe est envoyé avec l'armée austro-hongroise sur le front sud de l’Empire Ottoman, en Palestine, combattre les troupes britanniques. Il fait de nombreux croquis et dessins des soldats et des officiers, et réalise même (en 1915 déjà) un portrait de Paul von Hindenburg, avant de publier des caricatures dans le journal ottoman La Défense. Après la défaite des empires centraux, il rentre à Constantinople.

### Après guerre
En juillet 1920, Antoine Köpe part travailler pour une compagnie minière en Anatolie, dans le village de Kandilli, près de la mer Noire.En 1921, il épouse Emilie, une femme d'origine grecque. En 1926 naît le premier enfant du couple (qui aura trois enfants: Karoly, Sandor et Elizabeth). Antoine Köpe achète une caméra Pathé et commence à filmer son quotidien. En 1923, Mustafa Kemal Atatürk fonde la République de Turquie, et Antoine, de nationalité austro-hongroise et de confession catholique, perd le poste administratif qu'il occupait dans la mine. Néanmoins, il retrouve un travail à Sivas, en Anatolie centrale, comme directeur d'une succursale de la Banque ottomane. 
En 1945, Antoine Köpe commence à rédiger ses mémoires en français, et il les termine quatorze ans plus tard, en 1959. Cependant, après la Seconde Guerre mondiale, la situation d'Antoine Köpe et de sa famille s'est compliquée : la Turquie lui refuse la nationalité turque, tandis que la République populaire de Hongrie, communiste, lui retire sa nationalité hongroise. Devenu apatride, Antoine Köpe est contraint d'émigrer aux États-Unis en 1962 avec sa famille. Ils obtiennent la nationalité américaine en 1962,,ou en 1964. 
Antoine Köpe décède en 1974 des suites d'un cancer.

## Postérité
En 2020, la réalisatrice turque Nefin Dinç réalise un documentaire consacré à son histoire, en reprenant des photos, films et dessins d'Antoine Köpe qui figuraient dans des archives familiales.

### Filmographie
- Nefin Dinç, Antoine le Bienheureux à la croisée des empires (documentaire de 52 min), 2020